# Cuore ribelle
Cuore Ribelle (Bandolera) è una telenovela spagnola prodotta da Diagonal TV per Antena 3 andata in onda dal 10 gennaio 2011 all'11 gennaio 2013.
In Italia viene trasmessa su Canale 5 a partire dal 15 giugno 2014 in onda in day-time. Dal 1º settembre la serie trasloca su Rete 4 dove vengono trasmesse tutte le restanti puntate fino al 13 gennaio 2017.

## Trama
Andalusia, 1882. Sara Reeves, una studentessa di buona famiglia, dopo aver abbandonato Oxford ed una vita già prestabilita per rincorrere la libertà, finisce nell’immaginaria cittadina di Arazana dove diventerà capo di una banda di briganti. Sara è voluta scappare da una vita agiata e a un sicuro matrimonio che lo zio ha combinato per lei; successivamente cerca di scovare l’assassino di quello zio e finisce per innamorarsi di due uomini molto diversi tra loro. Uno è il tenente della Guardia Civile Miguel Romero e l’altro è Roberto Pérez, un giovane e ribelle contadino.

## Puntate
| Stagioni         | Puntate                  | Prima TV Spagna                    | Prima TV Italia                  |
| ---------------- | ------------------------ | ---------------------------------- | -------------------------------- |
| Prima stagione   | 168 (dalla 1 alla 168)   | 10 gennaio - 2 settembre 2011      | 15 giugno 2014 - 27 maggio 2015  |
| Seconda stagione | 341 (dalla 169 alla 510) | 5 settembre 2011 - 11 gennaio 2013 | 28 maggio 2015 - 13 gennaio 2017 |

## Produzione
Nell'agosto 2012 su vari siti internet circolò la notizia che Antena 3 voleva far finire Cuore ribelle nei primi giorni di gennaio 2013. Ciò fu dovuto al fatto che il canale televisivo aveva acquistato i diritti della serie Amar en tiempos revueltos, prodotta sempre da Diagonal TV, ma che fino ad allora era stata trasmessa dalla televisione pubblica TVE, con cui il produttore non aveva rinnovato il contratto. Quindi Antena 3 non aveva nel palinsesto lo spazio sufficiente per trasmettere tre telenovelas al giorno. Così Cuore ribelle finì l'11 gennaio 2013 per dare spazio ad Amar es para siempre, spin-off di Amar en tiempos revueltos. Il creatore della serie Tirso Calero dichiarò che Cuore ribelle finì nel momento in cui era stato raccontato tutto di Sara Reeves e non c'era più nulla da raccontare.

## Distribuzione

### Spagna
Cuore ribelle viene trasmessa dal 10 gennaio 2011 in prima serata, alle 22:00, però, dal giorno successivo, è stata collocata alla fascia pomeridiana, alle 16:00, fino all'11 gennaio 2013, giorno in cui fu trasmessa l'ultima puntata.

### Italia
Cuore ribelle viene trasmessa da Canale 5 a partire dal 15 giugno 2014 dalle 14:10 alle 14:45 con mezzo episodio dopo aver esordito in prima serata il giorno prima alle 22.10 trainata dalla serie Il segreto. Ma a causa dei bassi ascolti viene poi trasmessa dalle 18:20 alle 19:15. Dal 1º settembre 2014 trasloca su Rete 4 venendo trasmessa dalle 17:30 alle 18:50, ma a causa di un calo d'ascolti dal 9 settembre 2014 verrà trasmessa nella fascia mattutina, dalle 08:20 alle 09:40, dove gli ascolti sono sempre bassi.
La mattina del 13 gennaio 2017 Rete 4 ha trasmesso in successione le ultime 2 puntate della telenovelas spagnola.